# パシフィックゲームズ野球競技
パシフィックゲームズ野球競技（パシフィックゲームズやきゅうきょうぎ）では、オセアニア地域各国の国内オリンピック委員会で構成されるオセアニア国内オリンピック委員会（ONOC）の主催により4年に一度開催される、太平洋小島嶼開発途上国（PSIDS）の総合競技大会であるパシフィックゲームズ、およびその中間年に開催される小規模版の大会であるパシフィックミニゲームズにおける野球競技について記載する。

## 歴史
パシフィックゲームズ（旧サウスパシフィックゲームズ）において初めて野球競技が採用されたのは、1999年にグアムで開催された第11回大会である。この大会には6チームが参加し、開催国であるグアムが初代王者となった。
2005年には、パラオのコロールで開催された第7回パシフィックミニゲームズにおいて野球競技が初めて実施され、開催国パラオを決勝で下したグアムが優勝した。
2015年にパプアニューギニアのポートモレスビーで開催された第15回パシフィックゲームズでは実施競技から除外され、それ以降は実施されない状態が続いている。その一方、パシフィックミニゲームズでは2022年、2025年と2大会連続で実施されている。
国際大会の極めて少ないオセアニア地域の野球ナショナルチームにとっては貴重な対戦の機会であるものの、野球はパシフィックゲームズ憲章で指定されるコア実施競技に含まれていないことから、実施の有無は開催国で野球が広くプレーされているかどうかに依存する傾向がある。

## 結果

### パシフィックゲームズ
| 回 | 年   | 開催地       | 参加国 | 優勝           | 準優勝           | 3位              |
| -- | ---- | ------------ | ------ | -------------- | ---------------- | ---------------- |
| 11 | 1999 | サンタ・リタ | 6      | グアム         | アメリカ領サモア | ミクロネシア連邦 |
| 12 | 2003 | スバ         | 7      | グアム         | アメリカ領サモア | パラオ           |
| 13 | 2007 | アピア       | 6      | パラオ         | ニューカレドニア | アメリカ領サモア |
| 14 | 2011 | ヌメア       | 6      | 北マリアナ諸島 | グアム           | パラオ           |

### パシフィックミニゲームズ
| 回 | 年   | 開催地   | 参加国 | 優勝           | 準優勝 | 3位              |
| -- | ---- | -------- | ------ | -------------- | ------ | ---------------- |
| 7  | 2005 | コロール | 6      | グアム         | パラオ | ミクロネシア連邦 |
| 11 | 2022 | サイパン | 5      | 北マリアナ諸島 | グアム | パラオ           |
| 12 | 2025 | コロール | 5      | パラオ         | グアム | 北マリアナ諸島   |

## 統計
| 順位              | 国/地域           | 金 | 銀 | 銅 | 計 |
| ----------------- | ----------------- | -- | -- | -- | -- |
| 1                 | グアム            | 3  | 3  | 0  | 6  |
| 2                 | パラオ            | 2  | 1  | 3  | 6  |
| 3                 | 北マリアナ諸島    | 2  | 0  | 1  | 3  |
| 4                 | アメリカ領サモア  | 0  | 2  | 1  | 3  |
| 5                 | ニューカレドニア  | 0  | 1  | 0  | 1  |
| 6                 | ミクロネシア連邦  | 0  | 0  | 2  | 2  |
| 計 (国/地域数: 6) | 計 (国/地域数: 6) | 7  | 7  | 7  | 21 |